# 茨島 (新潟市)
茨島（いばらしま）は、新潟県新潟市西蒲区の大字。郵便番号は959-0513。

## 概要
1889年（明治22年）から現在の大字。鎧潟近くの低地に位置する。もとは江戸時代から1889年（明治22年）まであった茨島村の区域の一部。

### 隣接する町字
北から東回り順に、以下の町字と隣接する。
- 番屋
- 釣寄
- 道上
- 称名
- 今井
- 遠藤

※旧木山川を挟んで横戸、三方と隣接。

## 歴史
開発年代は不明。住古茨島新田と称したが、1675年（延宝3年）に茨島村に改称。1924年（大正13年）に小作争議が起こる。

### 年表
- 1889年（明治22年）4月1日 : 合併により上大原と下大原が共和村の大字となる。
- 1901年（明治34年）11月1日 : 合併により上大原と下大原が大原村の大字となる。
- 1955年（昭和30年）3月31日 : 合併により上大原と下大原が潟東村の大字となる。
- 2005年（平成17年）3月21日 : 合併により新潟市の大字となる。
- 2007年（平成19年）4月1日 : 新潟市の政令指定都市移行により、西蒲区の大字となる。

## 世帯数と人口
2018年（平成30年）1月31日現在の世帯数と人口は以下の通りである。
| 大字 | 世帯数  | 人口  |
| ---- | ------- | ----- |
| 茨島 | 124世帯 | 416人 |

## 小・中学校の学区
市立小・中学校に通う場合、学区は以下の通りとなる。
| 番地 | 小学校             | 中学校             |
| ---- | ------------------ | ------------------ |
| 全域 | 新潟市立潟東小学校 | 新潟市立潟東中学校 |

## 交通

### 道路
- 国道460号
- 新潟県道44号新潟燕線